# Pesäpallo
Le pesäpallo (prononcé : /ˈpesæpɑlːo/ ; en suédois : boboll) est un sport collectif d'origine finlandaise proche du baseball, appelé également baseball finlandais. Souvent considéré comme le sport national finlandais, il est aussi pratiqué en Allemagne, Suède, Suisse, Australie, Nouvelle-Zélande, au Japon et dans les pays baltes. Cette discipline a été un sport de démonstration lors des Jeux olympiques d'été de 1952 à Helsinki. Le jeu est similaire au brännboll, au rounders, au lapta (en) mais aussi au baseball.
Le pesäpallo est une combinaison de jeux d'équipe traditionnels et de baseball nord-américain et a été inventé par Lauri Pihkala, dit Tahko, durant les années 1920.  Les règles du pesäpallo ont changé avec le temps et le sport a gagné en popularité.
L'idée de base du pesäpallo est similaire à celle du baseball : l'attaque tente de marquer en frappant la balle puis en courant à travers les buts, tandis que la défense tente de sortir le frappeur et les coureurs. L'une des différences les plus importantes entre le pesäpallo et le baseball est que la balle est lancée verticalement, ce qui permet, beaucoup plus facilement, de frapper la balle, de contrôler la puissance et la direction du coup. Cela donne au jeu offensif plus de variété, de vitesse et d'aspects tactiques par rapport au baseball. L'équipe de défense est obligée de contrer les choix du batteur avec des plans défensifs et de l'anticipation : le pesäpallo devient un exercice mental.
Le manager a un rôle important dans le pesäpallo, menant l'offensive en donnant des signaux aux joueurs.

## Histoire
Le professeur Lauri Pihkala (1888-1981) invente le pesäpallo en 1912 en s'inspirant des règles du baseball et du cricket. Les règles définitives sont fixées en 1922.
Le pesäpallo devient un sport professionnel en Finlande pendant les années 1930. La première ligue nationale voit le jour en 1931, et compte à l’époque 7 à 8 équipes. En 1934, le nombre d’équipes monte à 12. Cette ligue est uniquement masculine, la ligue féminine correspondante sera créée en 1955. Dans ce cadre, les compétitions sont organisées par la fédération finlandaise de pesäpallo.
En 1952, un tournoi de démonstration a lieu dans le cadre des Jeux olympiques d’été, qui se déroulent à Helsinki.
À partir de 1989, les premières ligues (féminine et masculine) se voient renommées Superpesis, et l’organisation des tournois est confiée à l’organisation éponyme.
Le milieu est secoué à la fin des années 1990 par une affaire de rencontres truquées : les 11 et 13 août 1998, des joueurs et des managers appartenant à huit équipes différentes arrangent l’issue de cinq matchs, figurant tous sur la liste des paris à cotes fixes de Veikkaus, l’organisme national de paris finlandais. Ces rencontres n’avaient pas d’importance pour les équipes, et faisaient partie des deux dernières journées de la saison Superpesis. Parmi les cinq matchs, quatre se terminent sur une égalité. Le trucage est révélé un an plus tard, après l’interrogation par la police finlandaise de 460 personnes impliquées. La plupart ne sera jamais formellement accusée par manque de preuves, ou parce qu’ils étaient seulement des parieurs chanceux ; mais plus de trente personnes sont menées devant la justice, et condamnées à des amendes, ou relaxées. La perte accusée par Veikkaus s’élève à 14 millions de marks finlandais (environ 2,3 millions d’euros),.
Les équipes concernées sont reléguées deux ligues plus bas dans le système de ligue, et Veikkaus décide de ne plus permettre les paris sur le pesäpallo pendant six ans. À partir de 2005, il est de nouveau possible de parier, mais pas sur des matchs nuls, et ce jusqu’en 2009.
La Finlande compte plus 6 000 clubs de pesäpallo au début du XXIe siècle.

## Compétitions
La première ligue de Pesäpallo se nomme Superpesis. Les derniers clubs de la ligue se voient relégués vers le Ykkopesis (deuxième ligue).
Il existe aussi d'autres compétitions, comme le Halli-SM (avec des poules) et la Talvisuper.

## Règles

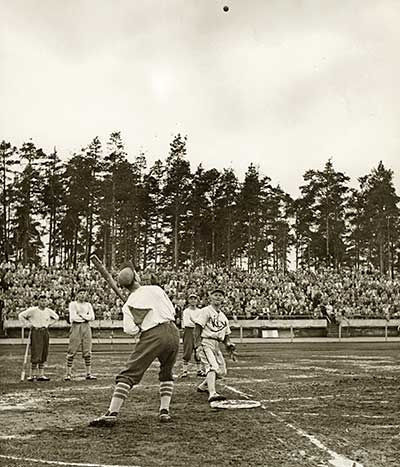
Match de pesäpallo, à Jyväskylä 1958 : Eino Kaakkolahtien, fait un lancer très élevé.

Une partie de pesäpallo est jouée en deux périodes, de quatre manches chacune. Une période est gagnée par l'équipe qui marque le plus de points durant ses demi-périodes. Si les périodes sont à égalité, il y aura une manche supplémentaire. Si nécessaire, il y a un nouveau tour, similaire à une séance de tirs au but, où chaque équipe essaye de ramener un joueur de la troisième base. Au cours d'une manche, les deux équipes jouent, à tour de rôle, attaquant (frappe) et défense (terrain).
L'équipe défensive a neuf joueurs sur le terrain. L'équipe offensive en a également neuf mais elle peut en avoir trois supplémentaire à la frappe, appelés jokers, durant une demie manche. Alors que les attaquants doivent respecter un ordre pour frapper, les jokers n'y sont pas tenus. L'équipe offensive peut continuer de frapper jusqu'à ce que trois joueurs aient été mis hors jeu ou qu'un tour de frappeurs ait été complété sans qu'au moins deux points aient été marqués.

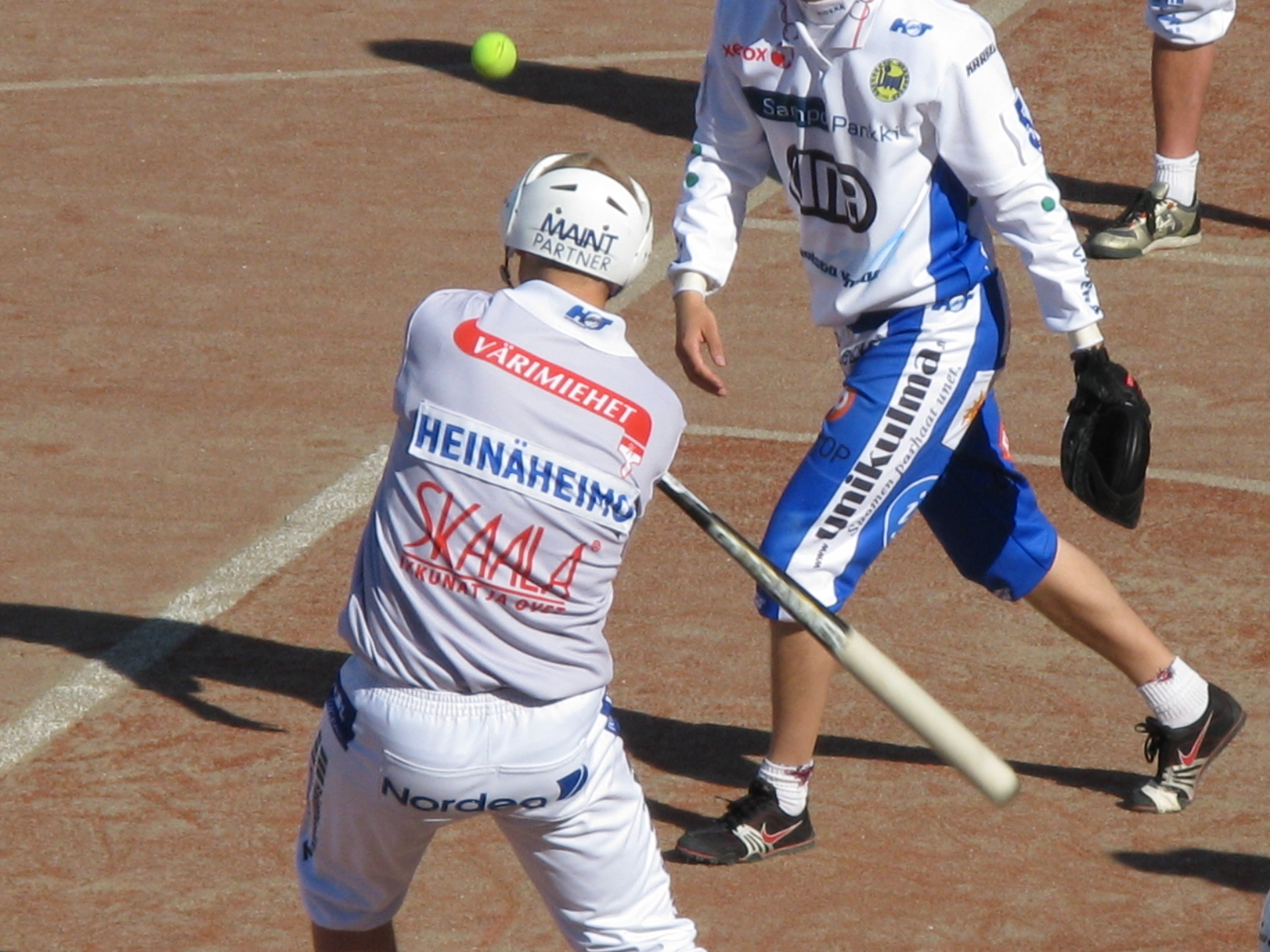
Un batteur frappant la balle.

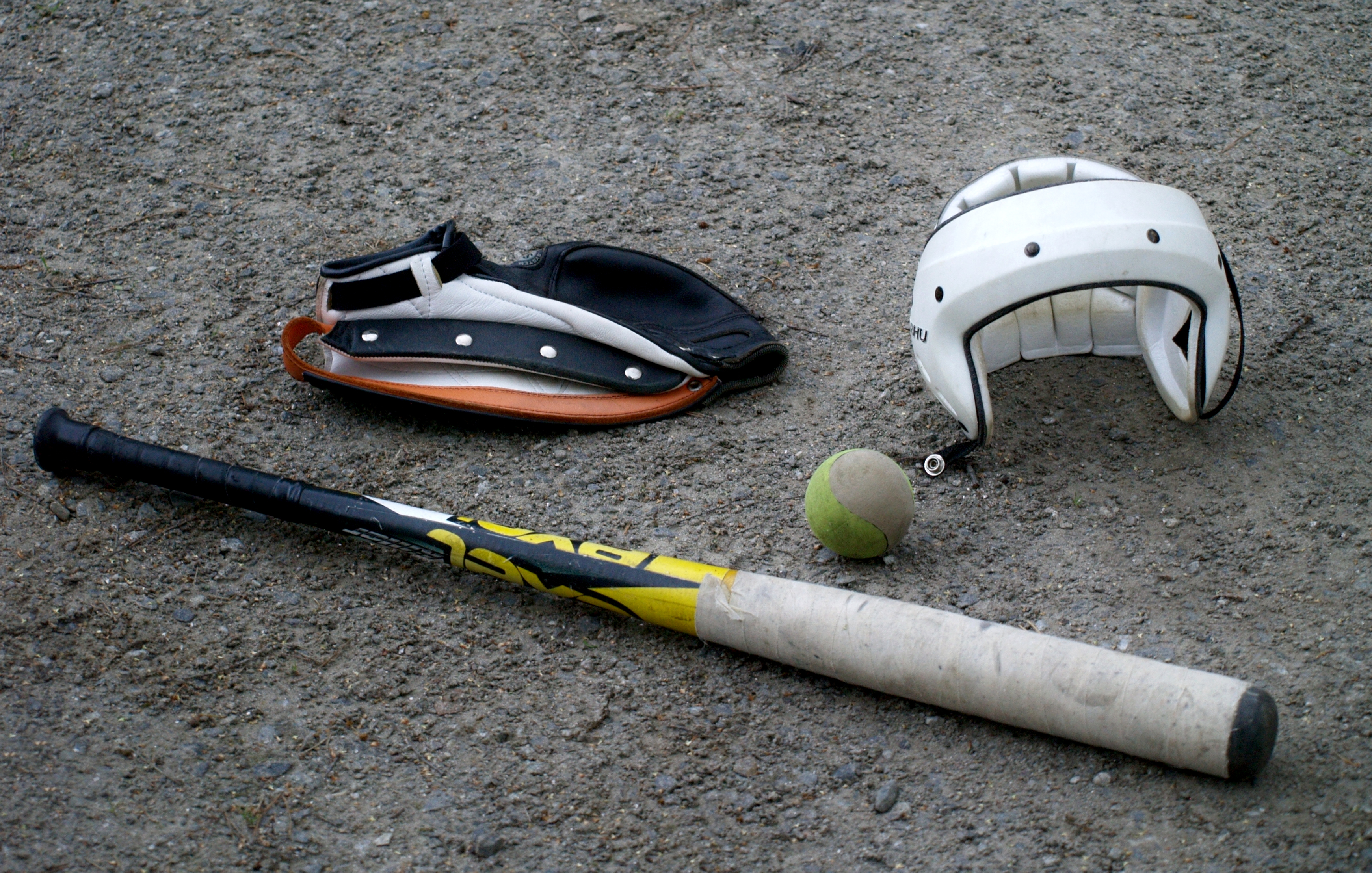
L'équipement du joueur de pesäpallo.